# Madison (Illinois)
Madison is een plaats (city) in de Amerikaanse staat Illinois, en valt bestuurlijk gezien onder Madison County en St. Clair County.
In Madison bevindt zich de World Wide Technology Raceway at Gateway.

## Demografie
Bij de volkstelling in 2000 werd het aantal inwoners vastgesteld op 4545. In 2006 is het aantal inwoners door het United States Census Bureau geschat op 4559, een stijging van 14 (0,3%).

## Geografie
Volgens het United States Census Bureau beslaat de plaats een oppervlakte van 18,9 km², waarvan 18,2 km² land en 0,7 km² water. Madison ligt op ongeveer 209 m boven zeeniveau.

## Plaatsen in de nabije omgeving
De onderstaande figuur toont nabijgelegen plaatsen in een straal van 8 km rond Madison.